# Hamburg European Open 2021
L'Hamburg European Open 2021, precedentemente noto come German Open, è stato un torneo di tennis giocato sulla terra rossa. È stata la 115ª edizione dell'evento, facente parte dell'ATP Tour 500 nell'ambito dell'ATP Tour 2021, mentre per il femminile è stata la prima edizione dell'evento facente parte del WTA Tour 250 nell'ambito del WTA Tour 2021. Si è giocato all'Am Rothenbaum di Amburgo in Germania dal 12 al 18 luglio per il maschile e dal 6 all'11 luglio 2021 per il femminile.

## Partecipanti al singolare ATP
| Nazione  | Giocatore            | Ranking | Testa di serie* |
| -------- | -------------------- | ------- | --------------- |
| Grecia   | Stefanos Tsitsipas   | 4       | 1               |
| Spagna   | Pablo Carreño Busta  | 13      | 2               |
| Georgia  | Nikoloz Basilašvili  | 28      | 3               |
| Spagna   | Albert Ramos Viñolas | 39      | 4               |
| Serbia   | Dušan Lajović        | 42      | 5               |
| Serbia   | Filip Krajinović     | 44      | 6               |
| Germania | Jan-Lennard Struff   | 45      | 7               |
| Francia  | Benoît Paire         | 46      | 8               |

* Ranking al 28 giugno 2021.

### Altri partecipanti
I seguenti giocatori hanno ottenuto una wild card per il tabellone principale:
- Daniel Altmaier
- Philipp Kohlschreiber
- Nicola Kuhn
- Stefanos Tsitsipas

I seguenti giocatori sono passati dalle qualificazioni:

- Maximilian Marterer
- Alex Molčan
- Thiago Seyboth Wild
- Carlos Taberner
- Juan Pablo Varillas
- Zhang Zhizhen

### Ritiri
Prima del torneo
- Pablo Andújar → sostituito da  Sumit Nagal
- Félix Auger-Aliassime → sostituito da  Lucas Pouille
- Aljaž Bedene → sostituito da  Sebastián Báez
- Márton Fucsovics → sostituito da  Gianluca Mager
- Aslan Karacev → sostituito da  Corentin Moutet
- Lorenzo Sonego → sostituito da  Ričardas Berankis

## Partecipanti al doppio ATP

### Teste di serie
| Nazione  | Giocatore         | Nazione       | Giocatore        | Ranking* | Testa di serie |
| -------- | ----------------- | ------------- | ---------------- | -------- | -------------- |
| Spagna   | Marcel Granollers | Argentina     | Horacio Zeballos | 17       | 1              |
| Germania | Kevin Krawietz    | Romania       | Horia Tecău      | 41       | 2              |
| Germania | Tim Pütz          | Nuova Zelanda | Michael Venus    | 55       | 3              |
| Belgio   | Sander Gillé      | Belgio        | Joran Vliegen    | 57       | 4              |

* Ranking al 28 giugno 2021.

### Altri partecipanti
I seguenti giocatori hanno ottenuto una wild card per il tabellone principale:
- Daniel Altmaier /  Rudolf Molleker
- Petros Tsitsipas /  Stefanos Tsitsipas

I seguenti giocatori sono passati dalle qualificazioni:
- Alessandro Giannessi /  Carlos Taberner

## Partecipanti al singolare WTA
| Nazione     | Giocatrice         | Ranking | Testa di serie* |
| ----------- | ------------------ | ------- | --------------- |
| Ucraina     | Dajana Jastrems'ka | 38      | 1               |
| Kazakistan  | Julija Putinceva   | 43      | 2               |
| Slovenia    | Tamara Zidanšek    | 47      | 3               |
| Stati Uniti | Danielle Collins   | 48      | 4               |
| Francia     | Fiona Ferro        | 51      | 5               |
| Svizzera    | Jil Teichmann      | 55      | 6               |
| Francia     | Alizé Cornet       | 58      | 7               |
| Romania     | Patricia Maria Țig | 63      | 8               |

* Ranking al 28 giugno 2021.

### Altri partecipanti
Le seguenti giocatrici hanno ottenuto una wild card per il tabellone principale:
- Mona Barthel
- Tamara Korpatsch
- Jule Niemeier

Le seguenti giocatrici sono passati dalle qualificazioni:

- Marina Mel'nikova
- Mandy Minella
- Elena-Gabriela Ruse
- Anna Zaja

### Ritiri
Prima del torneo
- Paula Badosa → sostituita da  Kristýna Plíšková
- Sorana Cîrstea → sostituita da  Irina Maria Bara
- Alizé Cornet → sostituita da  Kristína Kučová
- Varvara Gračëva → sostituita da  Andrea Petković
- Tereza Martincová → sostituita da  Ana Konjuh
- Laura Siegemund → sostituita da  Ysaline Bonaventure
- Sara Sorribes Tormo → sostituita da  Astra Sharma
- Patricia Maria Țig → sostituita da  Magdalena Fręch
- Zhang Shuai → sostituita da  Anna-Lena Friedsam

## Partecipanti al doppio WTA
| Nazione     | Giocatrice       | Nazione     | Giocatrice      | Ranking* | Testa di serie |
| ----------- | ---------------- | ----------- | --------------- | -------- | -------------- |
| Bielorussia | Lidzija Marozava | Rep. Ceca   | Renata Voráčová | 189      | 1              |
| Francia     | Elixane Lechemia | Stati Uniti | Ingrid Neel     | 203      | 2              |
| Germania    | Vivian Heisen    | Polonia     | Alicja Rosolska | 207      | 3              |
| Giappone    | Miyu Katō        | Polonia     | Katarzyna Piter | 211      | 4              |

* Ranking al 28 giugno 2021.

### Altri partecipanti
Le seguenti giocatrici hanno ottenuto una wild card per il tabellone principale:
- Eva Lys /  Noma Noha Akugue

## Punti e montepremi

### Punti
| Evento              | V   | F   | SF | QF | 2T   | 1T | Q    | Q2   | Q1   |
| Singolare maschile  | 250 | 150 | 90 | 45 | 20   | 0  | 12   | 6    | 0    |
| Doppio maschile     | 250 | 150 | 90 | 45 | N.D. | 0  | N.D. | N.D. | N.D. |
| Singolare femminile | 250 | 150 | 90 | 45 |      |    |      |      |      |
| Doppio femminile    | 250 | 150 | 90 | 45 | N.D. |    |      |      |      |

### Montepremi
| Evento              | V        | F       | SF      | QF      | 2T      | 1T     | Q2     | Q1     |
| Singolare maschile  | 100225 $ | 58885 $ | 34710 $ | 19840 $ | 11480 $ | 6710 $ | 3280 $ | 1705 $ |
| Singolare femminile |          |         |         |         |         |        |        |        |
| Doppio maschile     | 34510 $  | 18590 $ | 10560 $ | 6030 $  | N.D.    | 3550 $ | N.D.   | N.D.   |
| Doppio femminile    |          |         |         |         |         |        |        |        |

## Campioni

### Singolare maschile
Pablo Carreño Busta ha sconfitto in finale  Filip Krajinović con il punteggio di 6–2, 6–4.
- È il sesto titolo in carriera per Carreño Busta, il secondo della stagione.

### Singolare femminile
Elena-Gabriela Ruse ha sconfitto in finale  Andrea Petković con il punteggio di 7–6(6), 6–4.

### Doppio maschile
Tim Pütz e  Michael Venus hanno sconfitto in finale  Kevin Krawietz /  Horia Tecău con il punteggio di 6–3, 6(3)–7, [10–8].

### Doppio femminile
Jasmine Paolini e  Jil Teichmann hanno sconfitto in finale  Astra Sharma e  Rosalie van der Hoek con il punteggio di 6–0, 6–4.